# Josette Arno
Pour les articles homonymes, voir Arno et Calame (homonymie).
Josette Arno (Josette, Marguerite Calame) est une actrice française, née à Besançon, le 10 mars 1933 et morte le 24 janvier 2013 au Liban.

## Filmographie
- 1950 : Les Deux Gamines de Maurice de Canonge - Ginette
- 1951 : Procès au Vatican de André Haguet
- 1953 : Dortoir des grandes de Henri Decoin - Une pensionnaire
- 1953 : Piédalu député de Jean Loubignac - Françoise Piédalu
- 1954 : Rendez-vous avec Paris, court-métrage de Bernard Borderie
- 1954 : Novio a la vista de Luis Garcia Berlanga - Loli
- 1954 : La belle au bois dormant de Pierre Badel - La Malice
- 1955 : Chiens perdus sans collier de Jean Delannoy - La jeune prostituée chez le juge
- 1955 : Paris canaille de Pierre Gaspard-Huit - Une élève
- 1956 : La Loi des rues de Ralph Habib - Zette
- 1956 : Pitié pour les vamps de Jean Josipovici - Nicole
- 1957 : Le Désert de Pigalle de Léo Joannon

## Théâtre
- 1954 : L'Île des chèvres d'Ugo Betti, mise en scène Pierre Valde, Théâtre des Célestins
- 1955 : L'homme qui se donnait la comédie d'Emlyn Williams, mise en scène Daniel Gélin, Théâtre des Célestins